# استخبارات تصويرية

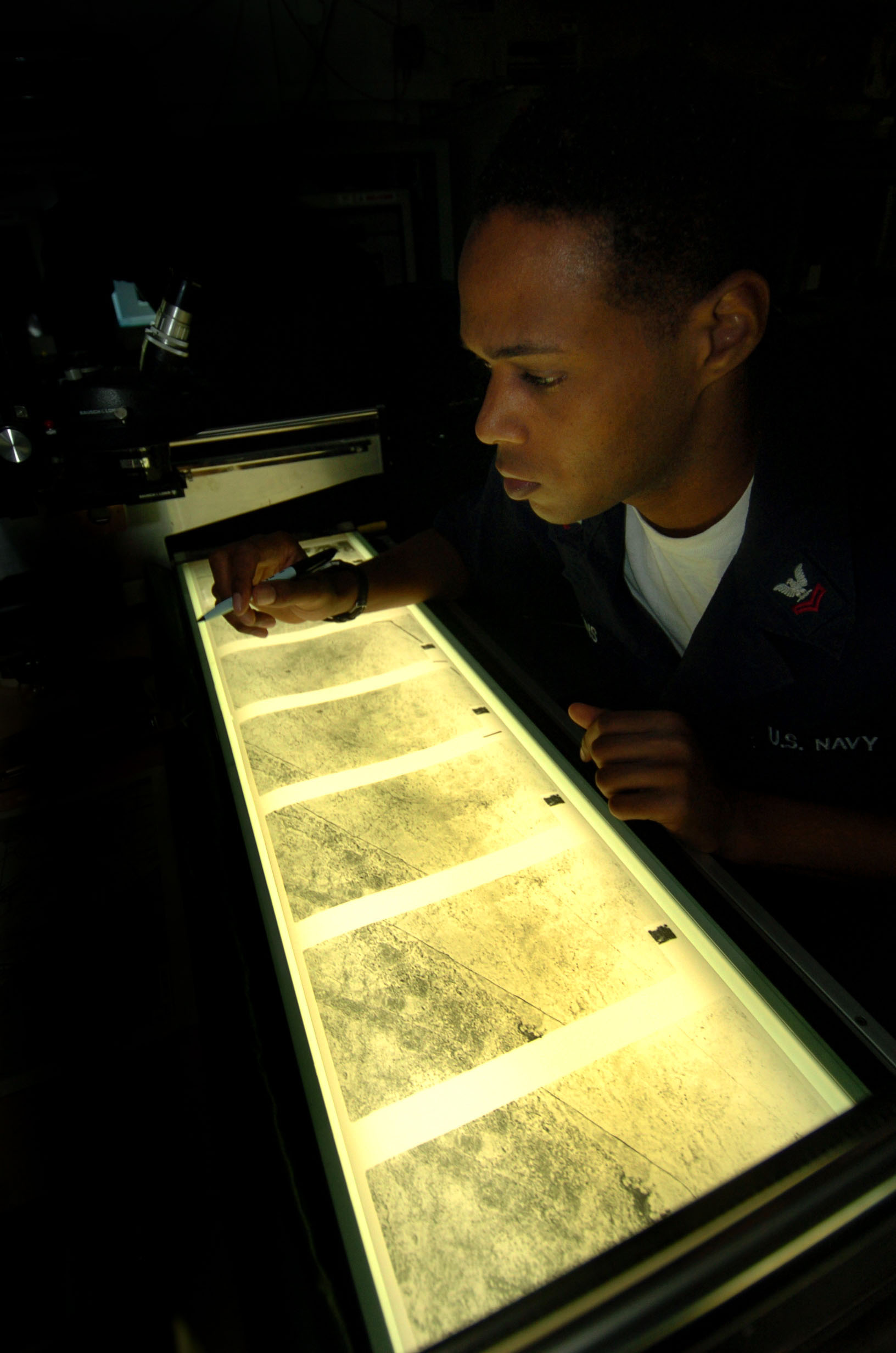
صور الاستطلاع الجوي التي يجري تحليلها.

الاستخبارات التصويرية ( IMINT ) هو نظام لجمع المعلومات الاستخبارية يجمع المعلومات عبر الأقمار الصناعية والتصوير الجوي. 
IMINT هي مجموعة فرعية من إدارة جمع المعلومات الاستخبارية وهي مجموعة فرعية من إدارة دورة الاستخبارات. ويكمل IMINT بواسطة مجسات MASINT الكهربائية ومجسات الرادار. 

## التاريخ

### النشأة
رغم أن التصوير الجوي كان يستخدم لأول مرة بصورة شاملة في الحرب العالمية الأولى إلا أن عمليات الاستخبارات التصويرية المتخصصة لم تبدأ إلا بعد اندلاع الحرب العالمية الثانية. وصار الحصول على صور بجودة عالية ممكنًا بفضل سلسلة من الابتكارات التي حدثت خلال العقد الذي يسبق الحرب. وفي عام 1928 تمكن سلاح الجو الملكي من تطوير نظام تسخين كهربي للكاميرا الجوية. وبفضل ذلك الابتكار صار من الممكن أن تلتقط الطائرات الاستكشافية صورًا على ارتفاعات عالية جدًا بدون تجمد أجزاء الكاميرا.
وفي عام 1939 اقترح المخترع سيدني كوتن وضابط الطيران موريس لونجبوتم من سلاح الجو الملكي أنه من الأفضل استخدام طائرة سريعة وصغيرة للقيام بمهمة الاستكشاف الجوي حيث يمكن استخدام سرعتها الفائقة وإمكانية تحليقها على ارتفاع عالي لتجنب الرصد والاعتراض. وبناء عليه اقترحا استخدام طائرات سبيتفاير مع إزالة أسلحتها وإزالة جهاز الراديو ليتم استبدالهما بوقود إضافي وكاميرات. وقد أدى ذلك إلى تطوير أنواع جديدة من طائرات السبيتفاير سوبرمارين. وكانت تمتلك تلك الطائرات سرعة قصوى بنحو 396 ميل/ساعة (637.3 كم/س) على ارتفاع 30,000 قدم (9,144 م) بعد إزالة أسلحتها، ووُظفت في مهمات الاستكشاف التصويري. وهي مزودة بخمس كاميرات مع وجود نظام تسخين لضمان أفضل نتائج.
وفي خلال فترة وجيزة صار تجميع ومعالجة الكميات الهائلة من بيانات الاستخبارات الاستكشافية الجوية أمرًا حتميًا. وبداية من عام 1941 أصبح مركز مدنمنهم التابع للسلاح الجوي المركز الرئيسي لمعالجة بيانات المهمات الاستكشافية التصويرية في ساحات الحرب الأوروبية والمجاورة للبحر المتوسط. ولاحقًا في عام 1942 اندمجت وحدة المعالجة المركزية (CIU) مع قسم تقييم أضرار سلاح القاذفات وقسم التصوير الليلي التابع لوحدة الاستكشافات التصويرية الخاصة بسلاح الجو الملكي في أكينغتون.
وفي خلال عام 1942 و1943 توسعت وحدة المعالجة المركزية تدريجيًا وانخرطت في التخطيط لمراحل جميع العمليات الحربية، وفي جميع النواحي الاستخباراتية. وفي عام 1945 كان متوسط استهلاك المواد الخام في تلك المنظمة 25,000 صورة فوتوغرافية سالبة و60,000 صورة مطبوعة. وعلى مدار الحرب أُنتج 36 مليون صورة مطبوعة. وبحلول يوم الانتصار في أوروبا كانت تحتفظ مكتبة المطبوعات بنحو 5,000,000 صورة مطبوعة، وعلى أساسها أُنتج 40,000 تقرير.
ومنذ فترة قصيرة آنذاك كان طاقم العمل الخاص بوحدة المعالجة المركزية يشمل جزءًا متزايدًا من أفراد أمريكيين، وفي 1 مايو 1944 تم الاعتراف بذلك في النهاية عن طريق تغيير اسم الوحدة إلى وحدة الحلفاء للمعالجة المركزية (ACIU). وفي تلك الأوقات كان طاقم العمل يتكون من 1,700 فردًا. وقد جُند عدد كبير من محللي الصور الفوتوغرافية من استوديوهات أفلام هوليود للعمل مع سلاح الجو الملكي، ومن بينهم زافيير أتينثيو. كما ساهم في ذلك العمل عالما آثار بارزان وهما: دوروثي غارود (وهي أول امرأة تدرّس في أكسفورد وكامبريدج معًا)، وجلين دانيال (الذي اشتهر لاحقًا باستضافته برنامج الألعاب التلفزيوني «حيوان أم خضار أم معدن؟»).
وكانت الصور الجوية التي التقطها سيدني كوتن تسبق زمانها بدرجة كبيرة. وبالتعاون مع أعضاء سرب الاستكشاف الآخرين تمكن من تطوير أسلوب التصوير على ارتفاع عالي وبسرعة عالية الذي كان له دور حيوي في الكشف عن أماكن العديد من الأهداف العسكرية والاستخباراتية. كما أن كوتن حاول تجربة بعض الأفكار الأخرى مثل تطوير طائرة استكشافات متخصصة وتحسين معدات التصوير بنسبة أكبر. وكانت الطائرات البريطانية تنتج 50,000 صورة في ذروتها.
وكان لاستخدام التصوير ثلاثي الأبعاد بعض الأهمية في نجاح عمل مركز مدمنهم. ورغم تناثر الشكوك حول احتمالية وجود تنكولوجيا الصواريخ لدى الألمان ولكن تمكن الحلفاء من إتمام العمليات الكبرى التي تضمنت هجومًا في عام 1943 لتدمير مصانع تطوير صواريخ فاو-2 في بلدية بيينموندة في ألمانيا، وذلك بفضل الأعمال المضنية التي تمت داخل مركز مدمنهم. ولاحقًا شن الحلفاء هجمات ضد مواقع منصات إطلاق الصواريخ في فيزرنيس بالإضافة إلى 96 موقع إطلاق آخر في شمال فرنسا.
ويقال أن أعظم عملية ناجحة من تنفيذ مركز مدمنهم كانت «عملية القوس والنشاب» التي دمرت البنية التحتية الخاصة بقنابل الفاو-1 في شمال فرنسا بداية من 23 ديسمبر 1943. وطبقًا لرجينالد فيكتور جيمس فقد اُستخدمت الصور الفوتوغرافية في تحديد حجم وخصائص آليات إطلاق كلًا من قنابل الفاو-1 الطائرة وصواريخ الفاو-2.

## طائرات التجسس فيما بعد الحرب
عقب انتهاء الحرب مباشرة احتلت قاذفات القنابل النفاثة مهمات الاستكشاف الجوي بعيدة المدى، ومن بينها: إنجلش إلكتريك كانبيرا، ونظيرتها الأمريكية مارتن بي-57 كانبيرا. وهي قادرة على التحليق بسرعة أكبر من سرعة العدو وعلى ارتفاع أعلى كذلك.
وقد طورت الولايات المتحدة طائرات الاستكشاف الاستراتيجية السرية (أو ما تعرف بطائرات التجسس) مثل لوكهيد يو-2، وخليفتها لوكهيد إس آر-71 بلاك بيرد. وقيادة تلك الطائرات هي مهمة شاقة بشكل استثنائي نظرًا إلى أن سبب تحليق الطائرة بسرعات فائقة وارتفاعات متطرفة هو تجنب الاستيلاء عليها من قبل العدو. ولذلك كان جميع أفراد طاقم تلك الطائرات مختارون ومدربون بعناية.
وتناثرت بعض المزاعم أن الولايات المتحدة شيدت طائرة استكشافية تطير بسرعة تفوق سرعة الصوت في أواخر الثمانينيات حتى تكون بديلة لطائرة بلاك بيرد، وأُطلق عليها أرورا. ومنذ مطلع الستينيات كان مكتب الاستطلاعات الوطني هو من يتولى مسؤلية التنسيق بين مهمات الاستكشافات الجوية أو عن طريق القمر الصناعي.

## استخدام الأقمار الصناعية
كانت الأقمار الصناعية التجسسية البدائية تستخدم أفلام فوتوغرافية حتى تتعرض للضوء على متن القمر الصناعي وتعود من جديد إلى الأرض كي يتم تحميضها. وكانت تلك الأقمار تستمر في الحركة في مدارها لمدة أيام أو أسابيع أو شهور عديدة قبل أن تقوم بقذف المركبات الفضائية التي تحمل الأفلام الفوتوغرافية، وتعرف تلك المركبة بالدلو. وفي الفترة ما بين عام 1959 و1984 أطلقت الولايات المتحدة نحو 200 قمرًا صناعيًا مماثلًا تحت الأسماء الحركية «كورونا» و«جامبيت». وتميزت صورها بدقة أرضية أفضل من 4 بوصات (10 سم). واختتمت المهمة الأولى الناجحة في 19 أغسطس 1960، وتمكنوا من استرجاع الفيلم في الهواء بواسطة طائرة سي-119 من القمر الصناعي المعروف باسم «المكتشف 14». وتعتبر تلك هي أول عملية ناجحة لاسترجاع فيلم من قمر صناعي في مداره، وتُعد أيضًا أول عملية استرجاع جوية لجسم عائد من مدار أرضي. وبسبب وجود علاقة عكسية بين دقة الصورة ومساحة الأرض المغطاة فلم تُصمم جميع الأقمار الصناعية التجسسية بدقة فوتوغرافية عالية، فعلى سبيل المثال القمر الصناعي «KH-5-ARGON» كان يتميز بدقة أرضية بنحو 140م، وكان الغرض من بنائه هو إنتاج الخرائط.
وفي الفترة ما بين عام 1961 و1994 أطلق الاتحاد السوفييتي ما يقرب من 500 قمرًا صناعيًا يحتوي على أفلام قابلة للاستعادة، والذي كان يعيد كلًا من الفيلم والكاميرا إلى الأرض داخل كبسولة مضغوطة.
وقد أطلقت الولايات المتحدة سلسلة الأقمار الصناعية KH-11 لأول مرة بداية من عام 1976. وهي من تصنيع شركة لوكهيد، وهي نفس الجهة المتعاقدة التي شيدت مرصد هابل الفضائي. ويحتوي المرصد على مرآة تيليسكوب بقطر 2.4 متر، ويعتقد البعض أنه يتميز بمظهر مشابه لأقمار KH-11. وكانت تلك الأقمار تستخدم أجهزة اقتران الشحنة للتصوير عوضًا عن الأفلام، وهي التكنولوجيا التي أدت إلى التصوير الرقمي. وشيدت روسيا أقمارًا صناعية مشابهة بإمكانيات متقاربة مثل «Resurs DK» و«Persona».

## الطائرات
استخدمت الطائرات التي تحلق على ارتفاعات عالية ومنخفضة على مدار القرن الماضي في جمع الاستخبارات المتعلقة بالعدو. ومن بين طائرات التجسس الأمريكية التي كانت تحلق على ارتفاع عالي: لوكهيد يو-2، وخليفتها الأسرع منها بكثير بلاك بيرد (والتي فُصلت من الخدمة عام 1988). وتتفوق الطائرات على الأقمار الصناعية في أنها تلتقط صورًا ذات جودة أعلى، إلى جانب أنه يمكن توجيهها فوق الهدف بسرعة أكبر، وبوتيرة أكبر، وبتكلفة أقل. ولكن يُعاب على الطائرات أنه يمكن اعتراض طريقها بواسطة طائرات العدو أو قذائفه تمامًا كما حدث في حادثة طائرة التجسس الأمريكية يو-2.
وقد طُورت طائرات بدون طيار لجمع الاستخبارات التصويرية والإشارات. ومن شأن تلك الحوامات أن تضاعف القوى العسكرية في أثناء الحرب عن طريق منح قائد المعركة «أعينًا في السماء» بدون المخاطرة بحياة الطيارين.

## روابط خارجية
- مقدمة في صور الذكاء عبر الأمن العالمي
- محطة الاتصالات الفضائية الأسترالية للدفاع، جيرالدتون
- منشأة استخبارات أسترالية أمريكية مشتركة - Pine Gap